# Pangermanisme
Pangermanisme (tysk: Pangermanismus eller Alldeutsche Bewegung) var en politisk bevægelse i det 19. århundrede med det sigte at forene alle "etniske tyskere" (tysk: Volksdeutsche) i Verden.

## Oprindelse
Pangermanismen tog form i begyndelsen af 1800-tallet under indtryk af Napoleonskrigene. Bevægelsen var inspireret af den nationalisme, der opstod i Frankrig under den franske revolution. De nationaltsindede truede de gamle europæiske imperier med opløsning. Mange sprogligt nationale grupper i Mellem- og Østeuropa havde været delt mellem flere statsdannelser, blandt andet under ledelse af monarkierne Romanov og Habsburg. Tyskerne havde været delt religiøst siden reformationen, da det Tysk-Romerske Rige blev sammenstykket af et stort antal større og mindre, mere eller mindre selvstændige fyrstedømmer. Den nye bevægelse ledet af fx Johann Tillmann fra Østpreussen, havde som mål at forene alle tysktalende i en statsdannelse.

## Preussen, Østrig og nationalismen
I 1860'erne var de preussiske og østrigske kejserriger de to mest magtfulde stater i Europa. Begge var ledet af tysksprogede eliter. Begge søgte at udvide deres indflydelse og territorier. Det østrigske imperium var som det preussiske en multietnisk stat, hvor de tysktalende ikke alle steder var i flertal. Inden for Østrig-Ungarn var der en voksende national bevidsthed blandt ungarer, tjekker og slovakker. Da det tyske imperium (das Zweite Reich) blev erklæret i 1871 med Kejser Wilhelm 1. som statsoverhoved over tyske kongeriger, blev millioner af ikketyskeres bestræbelser på at danne egne nationalstater tilsidesat.
Mange østrigere, der opfattede sig selv som efterkommere af indvandrere fra Bayern, ønskede det østrig-ungarske imperiums opløsning og en forening af de tysksprogede områder med det nye tyske rige.

## Tiden efter 1. verdenskrig
Efter nederlaget i 1. verdenskrig mistede den tysksprogede elite meget af sin betydning og magt. Begge de gamle imperier blev sprængt: Preussen-Tyskland slap med mindre beskæringer; blandt andet stemte sønderjyderne i den nordlige del af Sønderjylland sig ved en folkeafstemning hjem til Danmark (hvorimod sønderjyderne i Sydslesvig aldrig fik denne mulighed). Rump-Østrig, der i udstrækning nogenlunde svarede til de tysksprogede dele af Østrig-Ungarn (en deling helt efter sprog var ikke mulig på grund af flere små flersprogede områder og sproglige enklaver mellem hinanden), tog demonstrativt navnet "Tyskøstrig" (tysk: Deutschösterreich) og stemte med et overvældende flertal for en forening med Tyskland, men både navnet Tyskøstrig og genforeningen med Tyskland blev forhindret af de sejrende magter. Volgatyskere, der boede i Sovjetunionen, blev sendt til Gulag eller tvangsforflyttet under 2. verdenskrig.
Nazisterne formulerede "Hjem til riget", Heim ins Reich-politikken i mellemkrigstiden for at overbevise folk af tysk afstamning boende uden for Tyskland (blandt andet i Sudeterlandet) om, at de burde stræbe efter at bringe disse områder "hjem" til et større Tyskland. Den mødte forholdsvis stor tilslutning også blandt ikke-nazistiske tysktalende befolkningsgrupper og mødte en vis forståelse blandt statsledere, som så den som et middel til at sikre egne folke- og områdesammenslutninger (Polen, Ungarn). Eller til at opnå selvstændighed fra statsdannelser, der ikke modsvarede nationale enheder (slovakkerne i Tjekkoslovakiet, kroaterne i Jugoslavien). Den 13. januar 1935 stemte befolkningen i Rhinlandet for en tilbagevenden til Tyskland og den 15. september 1938 blev Østrig tvunget til en sammenslutning med Tyskland. Hitler aflyste i sidste øjeblik en afstemning om at bevare Østrigs selvstændighed; Hitler frygtede udfaldet. Den 1. oktober 1938 blev Sudeterlandet tvangsindlemmet i Tyskland, og den 16. marts 1939 blev Bøhmen et tysk protektorat (til trods for den tjekkiske befolknings massive flertal); den 23. marts 1939 måtte Litauen afstå Memel (Klaipeda-området) til Østpreussen. Da Hitler invaderede Polen den 1. september 1939, udløste det en krigserklæring fra Storbritannien, der blev til 2. verdenskrig.

## Efter 2. verdenskrig
Nederlaget i 2. verdenskrig førte til et kraftigt tilbageslag for pangermanismen. Forklaringen var udover selve nederlaget, at de tyskere i Mellem- og Østeuropa, der ikke var flygtet vestpå under den sovjetiske besættelse i 1945, blev tvangsfordrevet- Og Tyskland og Østrig igen blev delt, først i fire besættelseszoner: en amerikansk, en engelsk, en fransk og en russisk. Og derefter i Vesttyskland og Østtyskland, mens de østlige områder af det gamle tyske rige blev overdraget Polen; Østrig blev et selvstændigt neutralt land i 1955. Efter Tysklands genforening i 1990 har pangermanismen imidlertid oplevet et opsving. Mange tvangsfordrevne tyskere ønsker at vende tilbage til de gamle østområder, og en del håber på genskabelsen af en hel tysk stat.
I Østrig er der kun enkelte grupper, der ønsker en forening med Tyskland. De er fx i Frihedspartiet i Østrig (FPÖ), der blev grundlagt i 1955 og oplevede et opsving under den populære politiker Jörg Haider. Men selv om der er kredse i FPÖ, der har forbindelse med det pangermanske "Studentenverbindungen", er den gamle pangermanske fløj i mindretal i dag. Det ligger ikke partiets politik og mangler tilslutning i den østrigske befolkning. En af forklaringerne herpå er, at østrigerne som katolikker har udviklet stolthed og selvbevidsthed for tiden med det katolske habsburgske styre.